# Big Cass
William Morrissey (sinh ngày 16/8/1986) là một đô vật chuyên nghiệp người Mỹ hiện đang thi đấu cho impact wrestling dưới tên trên võ đài là W.Morrissey